# Fabrizio Mioni
Fabrizio Mioni, né à Rome le 23 septembre 1930 et mort à Los Angeles le 8 juin 2020, est un acteur et designer italien.

## Biographie
Fabrizio Mioni est né à Rome en 1930. Il étudie l'architecture à l'Université de Rome. Encore étudiant, il découvre le métier d'acteur en faisant ses débuts en 1955 dans le film Divisione Folgore de Duilio Coletti qui ouvre sa carrière au cinéma à la télévision et au théâtre.
À la fin des années 1950, il se rend à Los Angeles pour poursuivre sa carrière. Le 20 juin 1961, il épouse Maila Nurmi dans le comté d'Orange, aux États-Unis, où il s'est installé. Après quelques années, il quitte le cinéma et devient architecte d'intérieur.
Fabrizio Mioni est mort à Los Angeles le 8 juin 2020  à l'âge de 89 ans.

## Filmographie partielle
- 1955 : Divisione Folgore de Duilio Coletti
- 1956 : Roland, prince vaillant (Orlando e i paladini di Francia)  de Pietro Francisci
- 1956 : Mamma sconosciuta de Carlo Campogalliani
- 1958 : Les Travaux d'Hercule (Le fatiche di Ercole) de Pietro Francisci
- 1958 : Deserto di gloria (El Alamein) de Guido Malatesta
- 1959 : Hercule et la Reine de Lydie  Ercole e la regina di Lidia) de Pietro Francisci
- 1959 : L'Ange bleu (The Blue Angel) de Edward Dmytryk
- 1965 : Girl Happy de Boris Sagal
- 1966 : Minuit sur le grand canal (The Venetian Affair) de Jerry Thorpe
- 1968 : The Secret War of Harry Frigg de Jack Smight
- 1969 : The Pink Jungle de Delbert Mann